# ジェイソン・ドミンゲス
- ハスソン・ドミンゲス

ジェイソン・ドミンゲス（Jasson Domínguez, 2003年2月7日 - ）は、ドミニカ共和国バルベルデ州エスペランザ出身のプロ野球選手（外野手）。右投両打。MLBのニューヨーク・ヤンキース所属。

## 経歴

### プロ入りとヤンキース時代
2019年にアマチュア・フリーエージェントでニューヨーク・ヤンキースと契約してプロ入り。契約金は510万ドル。
2020年は新型コロナウイルスの影響でマイナーリーグの試合が開催されず、公式戦への出場はなかった。
2021年に傘下のルーキー級フロリダ・コンプレックスリーグ・ヤンキースでプロデビューし、シーズン途中にはオールスター・フューチャーズゲームに選出された。その後、A級タンパ・ターポンズへ昇格。この年は2チーム合計で57試合に出場して打率.252、5本塁打、19打点の成績を記録した。
2022年はA級タンパで開幕を迎え、2年連続でオールスター・フューチャーズゲームに選出された。その後、A+級ハドソンバレー・レネゲーズへ昇格した。
2023年9月2日にメジャーリーグデビューを果たし、初打席でジャスティン・バーランダーから本塁打を打った。9月10日に右肘の尺側側副靱帯断裂の検査で陽性反応を示して手術が必要となり、2023年シーズンを終了した。8試合の出場で打率.258、4本塁打、7打点を記録した。

## 選手としての特徴
5ツールプレイヤーの資質を持ち、ミッキー・マントル、マイク・トラウトらと比較されている。

## 人物
「ジェイソン」という名前はヤンキースファンだった父がジェイソン・ジアンビにちなんで名付けた。
若い頃から規格外の才能を発揮していたため、周囲からはスペイン語で「火星人」を意味するエル・マルシアーノ（El Marciano）、もしくは英語版のザ・マーシャン（The Martian）と呼ばれていた。

## 詳細情報

### 年度別打撃成績
| 年 度    | 球 団    | 試 合 | 打 席 | 打 数 | 得 点 | 安 打 | 二 塁 打 | 三 塁 打 | 本 塁 打 | 塁 打 | 打 点 | 盗 塁 | 盗 塁 死 | 犠 打 | 犠 飛 | 四 球 | 敬 遠 | 死 球 | 三 振 | 併 殺 打 | 打 率 | 出 塁 率 | 長 打 率 | O P S |
| -------- | -------- | ----- | ----- | ----- | ----- | ----- | -------- | -------- | -------- | ----- | ----- | ----- | -------- | ----- | ----- | ----- | ----- | ----- | ----- | -------- | ----- | -------- | -------- | ----- |
| 2023     | NYY      | 8     | 33    | 31    | 6     | 8     | 1        | 0        | 4        | 21    | 7     | 1     | 0        | 0     | 0     | 2     | 0     | 0     | 8     | 1        | .258  | .303     | .677     | .980  |
| 2024     | NYY      | 18    | 67    | 56    | 8     | 10    | 1        | 0        | 2        | 17    | 4     | 5     | 0        | 0     | 0     | 11    | 0     | 0     | 19    | 0        | .179  | .313     | .304     | .617  |
| MLB：2年 | MLB：2年 | 26    | 100   | 87    | 14    | 18    | 2        | 0        | 6        | 38    | 11    | 6     | 0        | 0     | 0     | 13    | 0     | 0     | 27    | 1        | .207  | .310     | .437     | .747  |

- 2024年度シーズン終了時

### 年度別守備成績
| 年 度 | 球 団 | 左翼（LF） | 左翼（LF） | 左翼（LF） | 左翼（LF） | 左翼（LF） | 左翼（LF） | 中堅（CF） | 中堅（CF） | 中堅（CF） | 中堅（CF） | 中堅（CF） | 中堅（CF） |
| 年 度 | 球 団 | 試 合      | 刺 殺      | 補 殺      | 失 策      | 併 殺      | 守 備 率   | 試 合      | 刺 殺      | 補 殺      | 失 策      | 併 殺      | 守 備 率   |
| ----- | ----- | ---------- | ---------- | ---------- | ---------- | ---------- | ---------- | ---------- | ---------- | ---------- | ---------- | ---------- | ---------- |
| 2023  | NYY   | -          | -          | -          | -          | -          | -          | 8          | 16         | 0          | 0          | 0          | 1.000      |
| 2024  | NYY   | 13         | 20         | 2          | 1          | 0          | .957       | 4          | 8          | 0          | 0          | 0          | 1.000      |
| MLB   | MLB   | 13         | 20         | 2          | 1          | 0          | .957       | 12         | 24         | 0          | 0          | 0          | 1.000      |

- 2024年度シーズン終了時

### 記録
MiLB
- オールスター・フューチャーズゲーム選出：2回（2021年、2022年）

### 背番号
- 89（2023年 - 2024年）
- 24（2025年 - ）